# Gaspard André

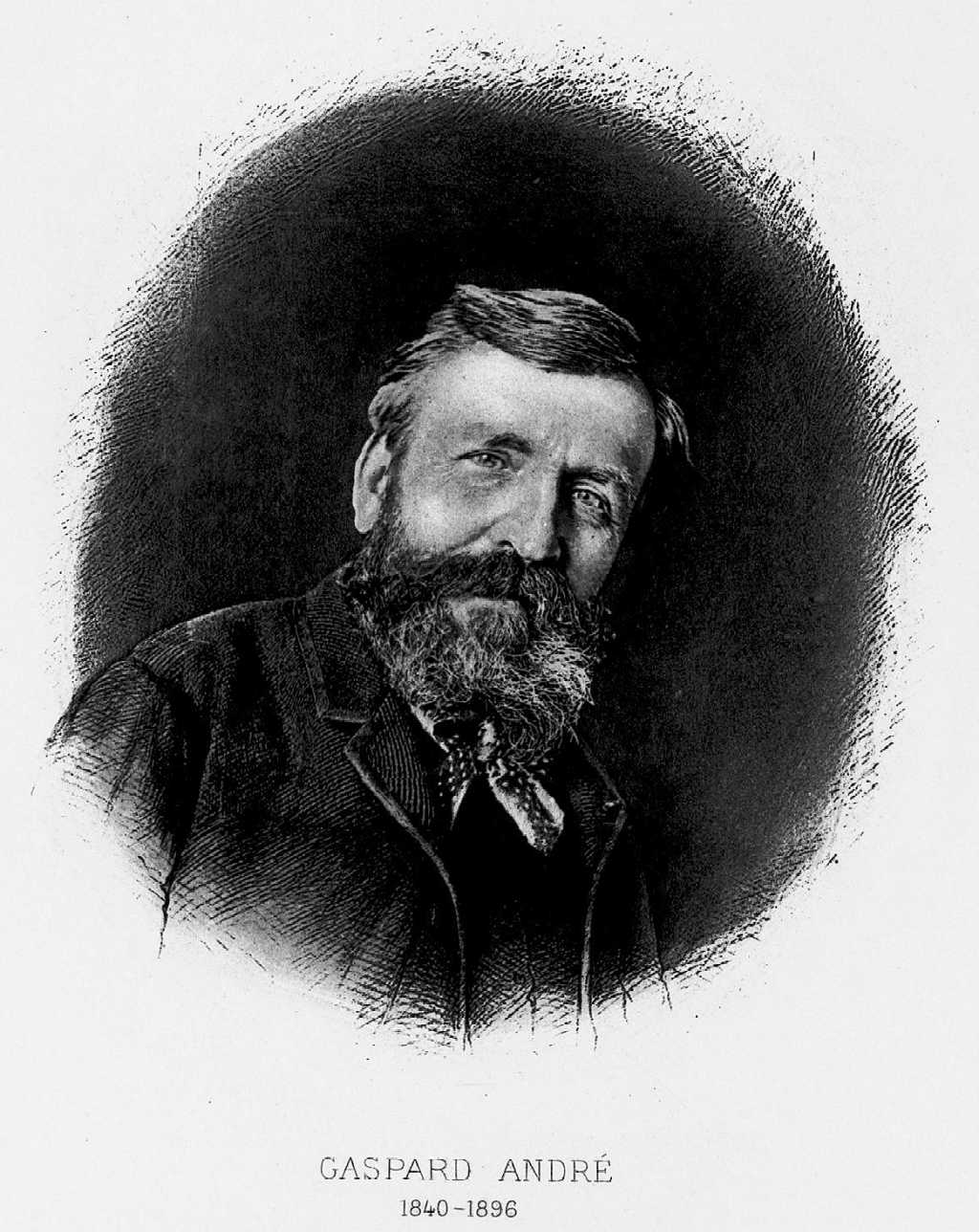
Gaspard André

Gaspard André (* 16. März 1840 in Lyon; † 12. Februar 1896 in Cannes) war ein französischer Architekt des Historismus.
André entstammte einer reformierten Familie aus dem Kanton Waadt in der Schweiz. In Lyon besuchte er das Gymnasium und die Hochschule für bildende Künste, in Paris die École nationale supérieure des beaux-arts. Nach dem Studium war er als Architekt in Frankreich und in der Schweiz tätig. Zu Andrés herausragendsten Bauwerken gehören das Théâtre des Célestins und der Jakobinerbrunnen in Lyon, das Rathaus von Neuilly-sur-Seine und der Palais de Rumine in Lausanne, heute Musée des beaux-arts de Lausanne.